# Посольство України в Кувейті
Посольство України в Державі Кувейт — дипломатична місія України в Кувейті, знаходиться в місті Ель-Кувейт.

## Завдання посольства
Основне завдання Посольства України в Ель-Кувейті представляти інтереси України, сприяти розвиткові політичних, економічних, культурних, наукових та інших зв'язків, а також захищати права та інтереси громадян і юридичних осіб України, які перебувають на території Кувейт.
Посольство сприяє розвиткові міждержавних відносин між Україною і Кувейтом на всіх рівнях, з метою забезпечення гармонійного розвитку взаємних відносин, а також співробітництва з питань, що становлять взаємний інтерес.

## Історія дипломатичних відносин
Держава Кувейт визнала незалежність України 18 квітня 1993 року. 18 квітня 1993 року було встановлено дипломатичні відносини між Україною та Державою Кувейт. Посольство Кувейту в Україні відкрилося в 1995 році. Україна відкрила посольство в Ель-Кувейті в лютому 2003 року.

## Керівники дипломатичної місії
1. Бурмаков Анатолій Іванович (2003—2005)
2. Вахрушев Вадим Володимирович (2005—2007) т.п.
3. Толкач Володимир Сергійович (2010—2019)
4. Балануца Олександр Олександрович (2019—2024)
5. Джиджора Микола Петрович (2024–2025) т.п.[2]
6. Субх Максим Алійович (з 2025) [3]